# Virtuozitate (film)
Virtuozitate (titlu original: Virtuosity) este un film american SF de acțiune din 1995 regizat de Brett Leonard. Rolurile principale au fost interpretate de actorii Denzel Washington, Kelly Lynch și Russell Crowe. Howard W. Koch Jr. a fost producător executiv al filmului. Filmul a fost lansat în Statele Unite la 4 august 1995. Virtuozitate a avut un buget estimat de 30 de milioane de dolari americani și a încasat 37 de milioane de dolari americani la nivel mondial.

## Distribuție
- Denzel Washington - Locotenentul Parker Barnes, care a fost închis după ce a ucis un bărbat care și-a ucis familia
- Russell Crowe - SID 6.7, o entitate de realitate virtuală care mai târziu devine un android care se regenerează
- Kelly Lynch - Dr. Madison Carter, un psiholog criminalist care face echipă cu Barnes pentru a înțelege comportamentul lui SID
- Stephen Spinella - Dr. Darrel Lindenmeyer, care a creat SID 6.7 și Sheila 3.2
- William Forsythe - Chief Billy Cochran
- Louise Fletcher - comisarul Elizabeth Deane
- William Fichtner - William Wallace
- Costas Mandylor - John Donovan
- Kevin J. O'Connor - Clyde Reilly
- Kaley Cuoco - Karin Carter, fiica lui Madison
- Christopher Murray - Matthew Grimes
- Mari Morrow - Linda Barnes
- Johnny Kim - Lab Tech
- Heidi Schanz - Sheila 3.2
- Traci Lords - cântăreață Zona Media
- Gordon Jennison Noice - „Big Red”
- Michael Buffer - Emcee